# Jéssica Inchude
Jéssica da Silva Inchude (25 de março de 1996) é uma atleta de lançamento do peso luso-guineense. Competiu pela Guiné-Bissau nos Jogos Olímpicos de Verão de 2016, onde terminou na 36.ª posição com uma marca de 15.15 metros, e não avançou para a final. Também competiu nos Jogos Olímpicos de Verão de 2024, desta vez por Portugal, onde chegou à final e ficou em 8.º lugar, ganhando um diploma olímpico.